# As Fontes do Amor
As Fontes do Amor é o álbum de estreia da cantora brasileira Ana Paula Valadão, lançado em 2009. Teve a participação especial de Mariana Valadão e André Valadão na canção "Irmãos". O projeto de gravação do trabalho surgiu em 2008, porém foi lançado apenas no início de 2009. Veio, como brinde, um pingente em forma de coração. O álbum vendeu mais de 100 mil cópias.

## Faixas
1. Da vida o Amor
2. Teus Sonhos de Amor
3. Eu só tenho você
4. Só podia ser você
5. Quando mamãe ama
6. Quero retribuir
7. Um puro coração
8. Irmãos(participação André Valadão e Mariana Valadão)
9. O lado da vida
10. O valor de um amigo
11. Pessoas vêm, pessoas vão
12. Só por amor a Ti
13. O mais puro Amor